# قطعنامه ۱۰۰۹ شورای امنیت
قطعنامه ۱۰۰۹ شورای امنیت سازمان ملل متحد که در تاریخ ۱۰ اوت ۱۹۹۵ تصویب شد، سندی بین‌المللی دربارهٔ کرواسی است. این قطعنامه طی نشست ۳۵۶۳ام با ۱۵ رای موافق، ۰ مخالف و ۰ ممتنع تصویب شد.